# Blastocystis
Blastocystis (Blastocystis sp.) je rod jednobuněčných parazitárních organismů, aktuálně zařazený do kmene Stramenopila (Heterokonta). Jedná se o organismus s nízkou hostitelskou specificitou. Mezi jeho hostitele patří hmyz, plazi, ptáci a savci včetně člověka. Infekce probíhá orálně; parazit se dostává trávicím traktem do tlustého střeva, kde se rozmnožuje.

## Historie
V roce 1849 během epidemie cholery v Londýně dva britští badatelé, Frederick Brittan a Joseph Griffiths Swayne, nezávisle na sobě zkoumali stolici nemocných obyvatel. Ve vzorcích nalezli cysty a vajíčka různých parazitárních organismů, včetně Blastocystis. Souhrnně všechna nalezená patogenní agens mylně označili za původce cholery. Na přelomu 19. a 20. století byl organismus konečně samostatně zkoumán. Blastocystis byl klasifikován jako neškodná saprofytická kvasinka a nebylo bráno v úvahu, že by se mohlo jednat o patogenní či parazitický organismus. V roce 1967 Charles Henry Zierdt zařadil Blastocystis mezi prvoky z důvodu citlivosti Blastocystis na antiprotozoika, přítomnosti endoplasmatického retikula, Golgiho komplexu a mitochondrií. Organismus byl označen jako střevní parazit. Roku 1996 díky rozvoji molekulárních metod byly podrobněji zkoumány malé úseky ribozomální RNA Blastocystis. Na základě získaných dat byl Blastocystis umístěn do kmene Stramenopila (Heterokonta).

## Taxonomie
Jednotlivé druhy Blastocystis byly dříve rozlišovány podle hostitelů, které infikovaly. B. hominis byl izolován z člověka, B. ratti byl izolován z krys atp. Jelikož byla pozorována nízká hostitelská specificita Blastocystis a byl zjištěn přenos z člověka na zvíře nebo přenos mezi zvířaty, bylo nutné přehodnotit dosavadní označení. Byla navržena nová klasifikace organismu na základě analýzy morfologie a stavby buňky pomocí elektronové mikroskopie. Současně je klasifikace založena na analýze specifických krátkých úseků ribozomální DNA. Podle těchto analýz je v současné době popsáno 17 podtypů Blastocystis (B. sp. 1–17). Mimo jiné bylo zjištěno, že například B. hominis a B. ratti jsou na molekulární úrovni nerozeznatelné a současně spadají do podtypu 4 (ST4). Podtypy 1 až 9 (B. sp. ST 1–9) byly izolovány z lidských vzorků a vyskytovaly se s různou prevalencí. Z podtypů infekčních pro člověka (tzn. B. sp. ST 1–9) je prevalence podtypů 1 až 4 (B. sp. ST1–4) u člověka 90 %. Z toho dominantní zastoupení má podtyp 3 (B. sp. ST3); 60 %.

## Morfologie
Blastocystis se může vyskytovat v několika morfotypech. Mezi hlavní morfotypy patří vakuolární, granulární a amoební tvar. Současné studie ukazují, že buňka může nabývat i dalších tvarů. Vědci se domnívají, že ke změně morfotypu vedou stresové faktory a biochemické ovlivnění buněčných metabolických drah.
Morfologické typy Blastocystis sp.:

### Vakuolární
Nejběžnější forma, která dokáže podstoupit následnou přeměnu v cystu v lumen tlustého střeva. Ve střevech je vakuolární forma schopna asexuálního binárního dělení a na základě specifických faktorů může přecházet do dalších forem (granulární, amoební, …). Tento morfologický typ je dobře rozeznatelný, díky velké centrální vakuole, která zabírá skoro všechen buněčný prostor a vytlačuje organely do tzv. periferní rýhy, která je ohraničena tenkou plazmatickou membránou buňky.

### Granulární
Granulární morfotyp je velice podobný vakuolárnímu, avšak v buňce nalezneme tři typy granul. Jedná se o metabolická reprodukční a lipidická granula. Metabolická granula, nalézáme výhradně v cytoplasmě buňky, obsahují látky důležité pro správnou funkci buněčných drah a metabolismu buňky. U reprodukčních granul se předpokládá, že obsahují látky řídící nepohlavní rozmnožovaní. Lipidická granula mají na starost uchovávání zásobních látek.

### Amoební
Pro amoební morfotyp je typický nepravidelný tvar buňky. Buňka má nejčastěji jedno až dvě pseudopodia, avšak je nepohyblivá, a v cytoplazmě jednu centrální anebo více menších vakuol. Amoební stadium vzniká z vakuolární formy a je zde podezření, že jde o patogenní formu vyvolávající imunitní reakci hostitelského organismu. Přemnožení tohoto typu v tlustém střevě hostitele způsobuje vznik symptomů jako například akutním průjem. V trávicím ústrojí člověka se v amoební tvar vyvíjí například Blastocystis podtyp 3 (B. sp. ST3), který může u člověka být zodpovědný za propuknutí symptomů.

### Cysta
Tento morfologický typ je menší než vakuolární a granulární forma. Cysta je kulovitého nebo vejčitého tvaru. Je pro něj typická stěna, skládající se z několika vrstev a absence centrální vakuoly. V životním cyklu Blastocystis se objevují dva typy cyst:
- tenkostěnné cysty – součást auto-infekčního cyklu
- tlustostěnné cysty – součást vnějšího přenosu z hostitele na hostitele

Další morfotypy Blastocystis, které byly nedávno objeveny:
- avakuolární
- multivakuolární

## Životní cyklus

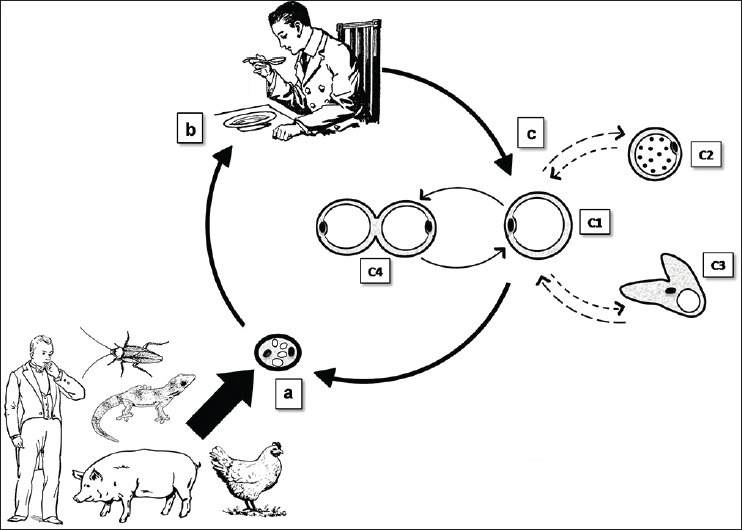
Základní, zjednodušené schéma životního cyklu Blastocystis (podle Jermiah et al, 2013). a - tlustostěnná cysta byla vyloučena ve stolici svého hostitele; kvůli své nízké hostitelské specificitě, nalézáme cysty u nejrůznějších živočichů (savci, ptáci, plazi, ...). b - hostitel se infikoval pozřením kontaminované potraviny nebo vypitím kontaminované vody, infekce orální cestou. c - Blastocystis sp. putuje trávicím ústrojím až do střev a za přítomnosti žaludečních kyselin a střevních enzymů se excystuje. c1 - Blastocystis se vyvine do své nejběžnější podoby - vakuolární morfotyp. c2 - v těle hostitele může vznikat granulární morfotyp. c3 - v těle hostitele může vznikat nejspíše patogenní a vysoce adhesivní amoební morfotyp. c4 - v těle hostitele probíhá asexuální binární dělení vakuolárního typu

Infekce Blastocystis probíhá požitím kontaminované potraviny či vody s tlustostěnnými cystami. Cysty se dostávají do trávicího traktu, kde se excystují za přítomnosti žaludečních kyselin a střevních enzymů. Buňky se vyvinou ve vakuolární formu, která je schopná asexuálního binárního dělení. Vakuolární forma se ve střevech dále vyvíjí buď v ameobní anebo multi-vakuolární formu.

### Autoinfekční cyklus
- Multi-vakuolární forma přejde ve stádium pre-cysty, která podstoupí schizogonii (typ nepohlavního rozmnožování), neboli rozpad mateřského jádra na několik jader dceřiných. Pre-cysta se naplní novými buňkami a vyvine se v autoinfekční tenkostěnnou cystu. Tenkostěnná cysta poté praská a uvolní do střev hostitele několik nových buněk Blastocystis ve vakuolární formě.[12]

### Cyklus spějící k vnějšímu přenosu
- Amoební forma je také schopná asexuálního binárního dělení. Dále se může vyvíjet do stádia precysty, ve které probíhá schizogonie. Cysta se plní buňkami a tvoří kolem sebe tlustou stěnu. Infekční tlustostěnná cysta opouští ve stolici tělo hostitele.[1][12][14]

Jsou popsány případy, kdy dochází k infekci z člověka na člověka i ze zvířete na člověka.

## Výskyt a prevalence
Blastocystis sp. je nejběžnější jednobuněčný parazit nalézající se ve vzorcích lidské stolice. Jeho rozšíření je celosvětové. V Evropě se prevalence pohybuje v rozmezí 22-56 %, v některých afrických a asijských rozvojových zemích je prevalence 30 až 50 %. U populace lidí některých afrických lokalit dosahuje výskyt Blastocystis ve vzorcích až 100 %. Zvýšené hodnoty korelují s nízkou úrovní hygieny, blízkým kontaktem s hospodářskými zvířaty a požívání kontaminované vody z řek a studní. Výzkum ve třech vesnicích v oblasti povodí řeky Senegal zjišťoval výskyt Blastocystis u 93 dětí s projevy sledovaných symptomů i bez nich. Na základě molekulární analýzy bylo zjištěno, že všech 93 vzorků obsahuje Blastocystis. U osmi vzorků byla dokonce zjištěna infekce dvěma nebo třemi podtypy Blastocystis. Nejvíce byl zastoupen podtyp 3 (B. sp. ST3), který se vždy vyskytoval u symptomatických osob. Naopak v rozvinutých zemích je prevalence nižší. Například ve Španělsku se udává v rozmezí 1–35 % a je ovlivněna geografickou polohou a sledovanou komunitou. Výzkum uskutečněný v Madridu sledoval výskyt Blastocystis u 1359 vzorků, kde 187 vzorků (tj. 14 %) bylo infikováno Blastocystis.

## Patogenita
Ačkoliv je Blastocystis podle Světové zdravotnické organizace (World health organization, WHO) jednobuněčný organismus, který se nejčastěji nachází ve vzorcích lidské stolice, jeho patogenita není dosud zcela objasněna. Blastocystis je přítomen jak ve vzorcích stolice u lidí nevykazujících žádné symptomy, tak u symptomatických pacientů. Není tedy jasné, zda by se na Blastocystis mělo pohlížet jako na komenzální organismus, nebo jako na potenciální patogen. Bylo zjištěno, že symptomy se objevují u pacientů se zvýšeným počtem amoebních stádií Blastocystis, přesněji podtypu 3 (B. sp. ST3), které ulpívají na stěně tlustého střeva. Existují spekulace, že amoební stadium dráždí imunitní homeostázi trávicího systému. To znamená, že imunitní systém reaguje na karbohydrátové antigeny, které jsou přítomny na povrchu amoebních buněk.

## Symptomy
Infekce postihuje častěji dospělé, než děti. Pacienti si nejčastěji stěžují na silnou bolest břicha, jako další projevy infekce lékařská literatura uvádí křeče, nadýmání, nevolnost, zvracení, průjem, zácpu nebo střídající se průjem se zácpou. Pokud symptomy přetrvávají, pacientovi hrozí dehydratace a podvýživa. Podle zprávy WHO u některých pacientů byla zjištěna přítomnost Blastocystis ve stolici i po odeznění symptomů.